# Назарук Юрій Володимирович
Ю́рій Володи́мирович Назару́к (28 квітня 1992, с. Сокіл, Україна — 2 червня 2022, м. Сіверськодонецьк, Луганська область, Україна) — український військовослужбовець, майор Головного управління розвідки Міністерства оборони України, учасник російсько-української війни. Герой України (2022, посмертно), лицар ордена Богдана Хмельницького (2016).

## Життєпис
Родом із села Сокіл Рожищенської громади Волинської области.
З березня 2015 року брав участь в антитерористичній операції на території Донецької та Луганської областей. У червні 2016 року особовий склад розвідувальної групи під командуванням Юрія Назарука виконував завдання із затримання диверсійно-розвідувальних груп терористів у районі села Водяне. Під час операції трьох терористів убито й вісьмох узято в полон зі зразками озброєння та особистими документами.
Під час російського вторгнення в Україну 2022 року брав участь у боях за Ірпінь, Бучу; виконував бойові завдання на Запоріжжі та Миколаївщині; один із захисників Маріуполя. Загинув 2 червня 2022 року, виконуючи бойові завдання в місті Сіверськодонецьку, що на Луганщині. 6 червня 2022 року похований у Києві на Байковому кладовищі.

## Нагороди
- Звання Герой України з удостоєнням ордена «Золота Зірка» (2022, посмертно)
- Орден Богдана Хмельницького III ст. (20 липня 2016) — за особисту мужність і високий професіоналізм, виявлені у захисті державного суверенітету та територіальної цілісності України, вірність військовій присязі[1]
- Орден «За мужність» III ст.
- Відзнаки Міністерства оборони України — нагрудні знаки «За військову доблесть», «Знак пошани», медаль «Захиснику України»
- Почесний нагрудний знак Начальника Генерального штабу «За досягнення у військовій службі» II ст.
- Нагрудний знак «Сухопутні Війська України»
- Медаль «Операція Об'єднаних Сил. За звитягу та вірність»

## Військові звання
- Майор (2022);
- старший лейтенант (2016).